# قلعة أرنان
قلعة أرنان (بالفارسية: قلعه ارنان) هي قلعة تاريخية تعود إلى عصر القاجاريون، وتقع في مقاطعة مهريز.